# 臺灣料理
台灣料理，又稱台灣菜，是台灣獨樹一幟的料理文化。台灣料理經歷過非常豐富的歷史變遷，從最初期的台灣原住民料理，到荷蘭-西班牙殖民時代的西洋料理，再到清代閩南人带来的福建菜、以及客家人带来的客家菜；從日治時期獲得的日本料理與日式洋食，再到國府遷台時期而獲得的眷村菜，以及隨著其他國家的移民而來的各國料理。這些美食在台灣400年的歷史中互相模倣滲透，最終揉合為一套兼俱東洋和西洋特色的料理文化，这即是“台湾料理”。

## 定義
包括台灣存在的台灣原住民料理、閩南菜、客家菜、外省菜，也包括從日本、東南亞或西洋傳來但被臺灣人改造過的料理。

## 特點
台灣料理繼承並融合了各個時代、各個民族的特色，而形成了今日所見的豐富料理文化，例如聞名的臺灣牛肉麵、珍珠奶茶、臭豆腐等都是台灣文化融合的結果。
台灣地跨副熱帶與熱帶地區，蔬菜、水果種類繁多、香甜可口。而每遇節慶，台菜師傅喜愛以中藥材熬燉各種食材作為藥膳食補，因此依節氣進補也是台灣飲食的主要習慣之一。另外，臺灣茶葉聞名於世，也有一些料理以茶入菜，如客家美食。糖、醬油、米酒、麻油、豆豉、九層塔、油蔥酥、香菜是台菜最常使用也最有特色的調味料與香料。

## 歷史

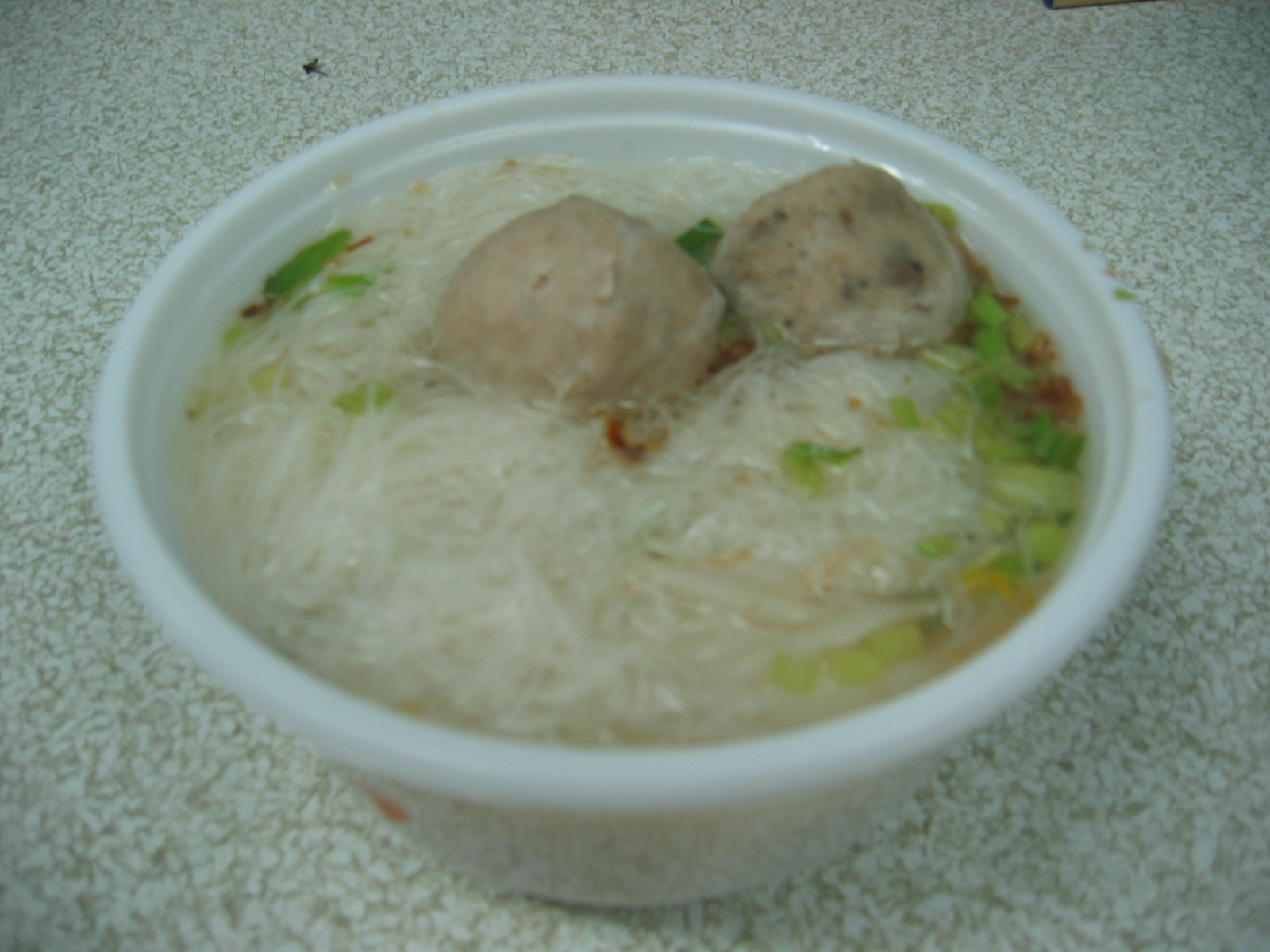
貢丸米粉湯，結合新竹的兩項特產：貢丸與米粉。

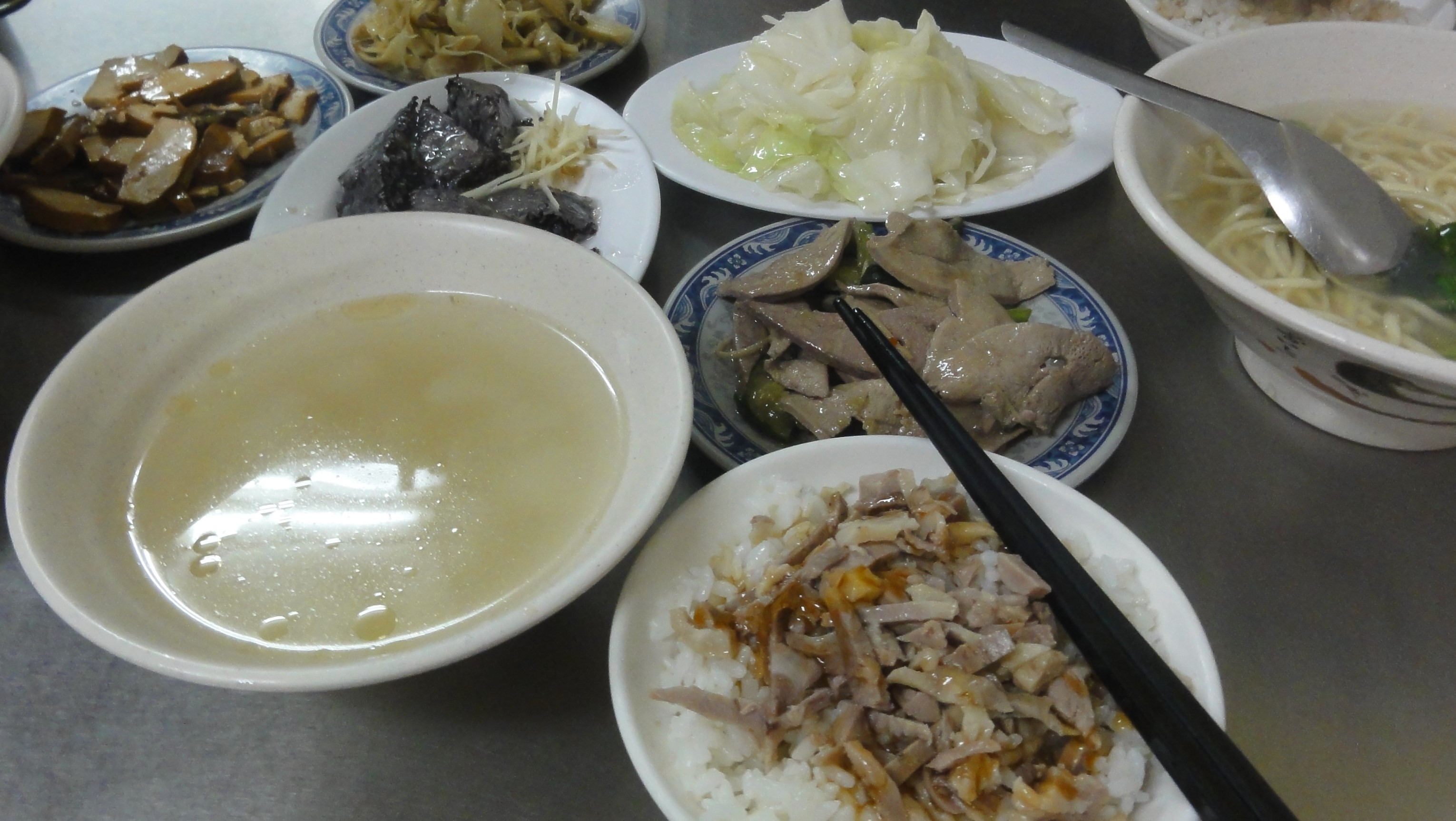
鴨肉飯與小菜

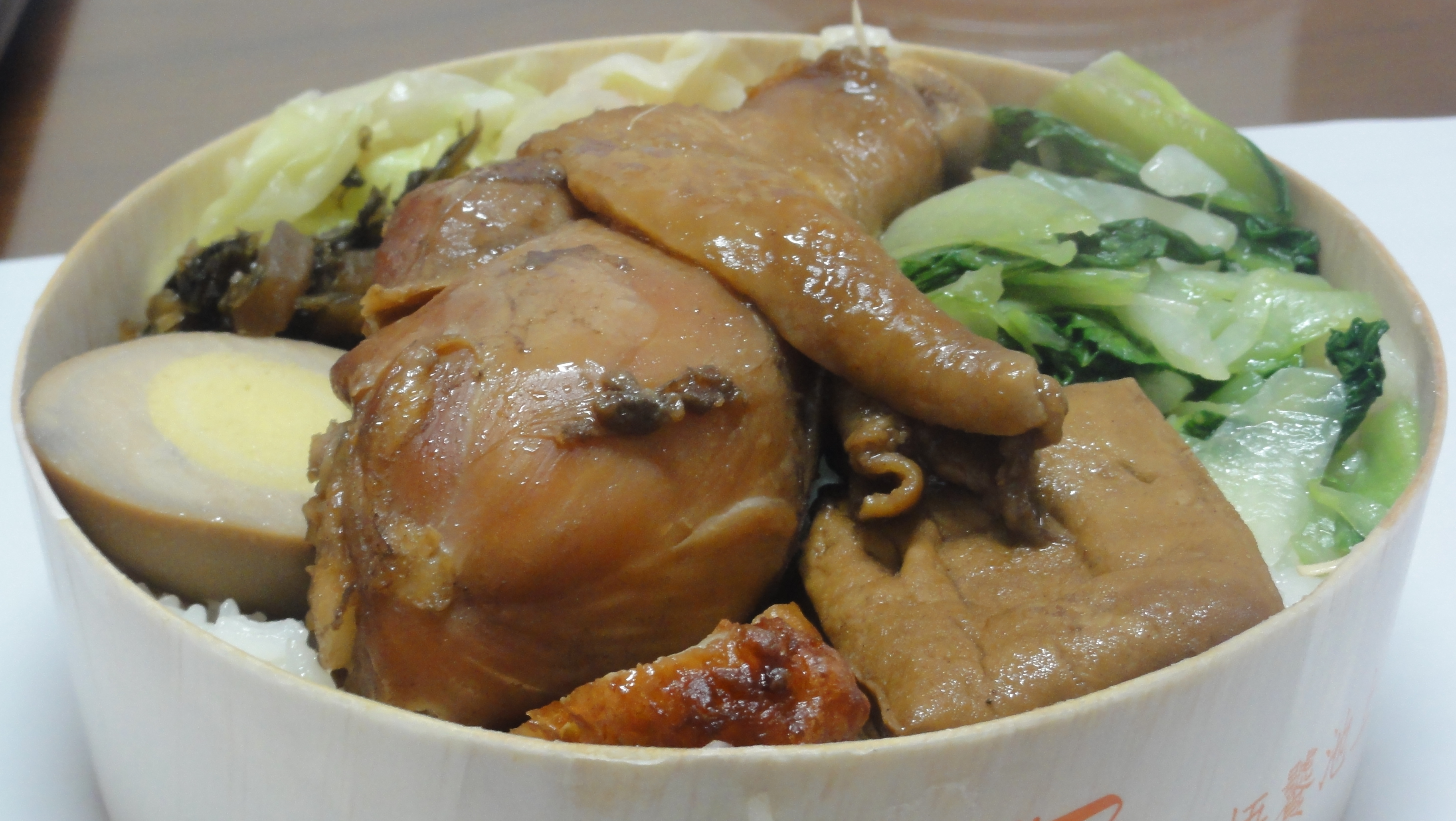
雞腿便當

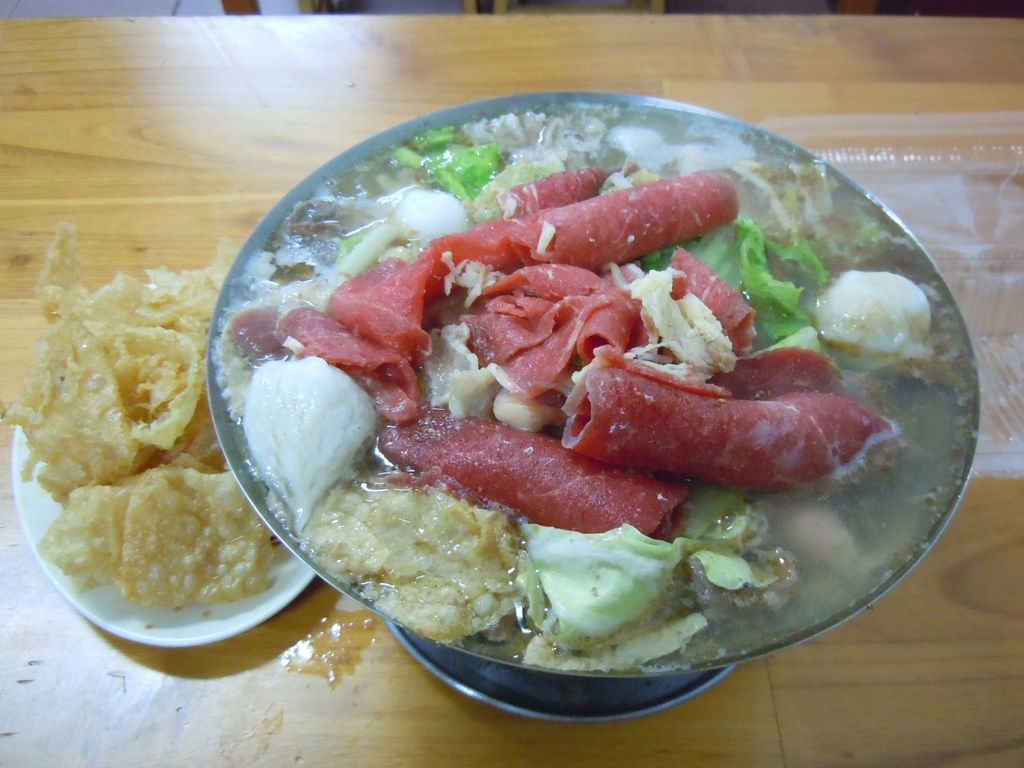
台式迷你沙茶牛肉火鍋

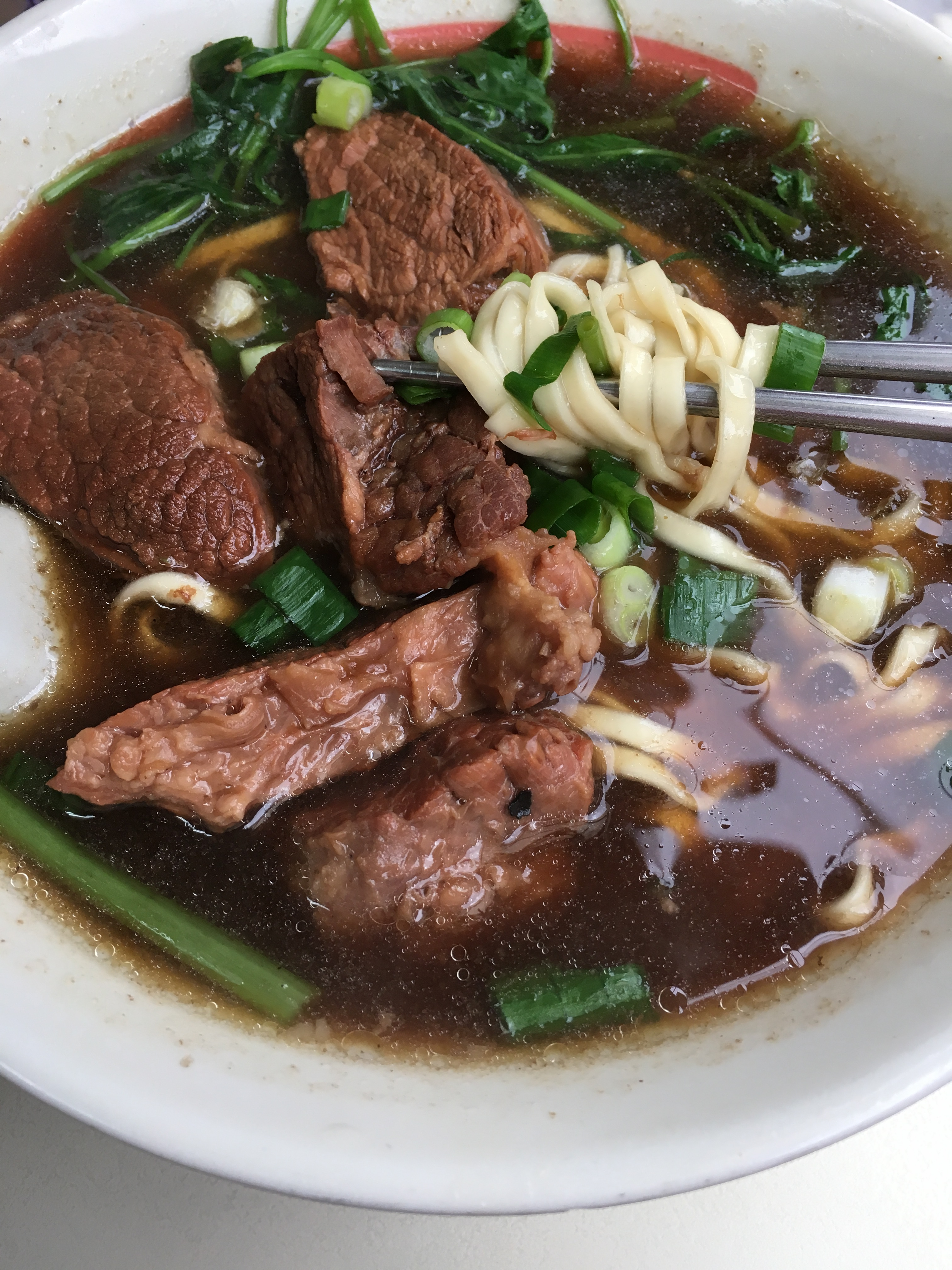
一碗臺灣牛肉麵

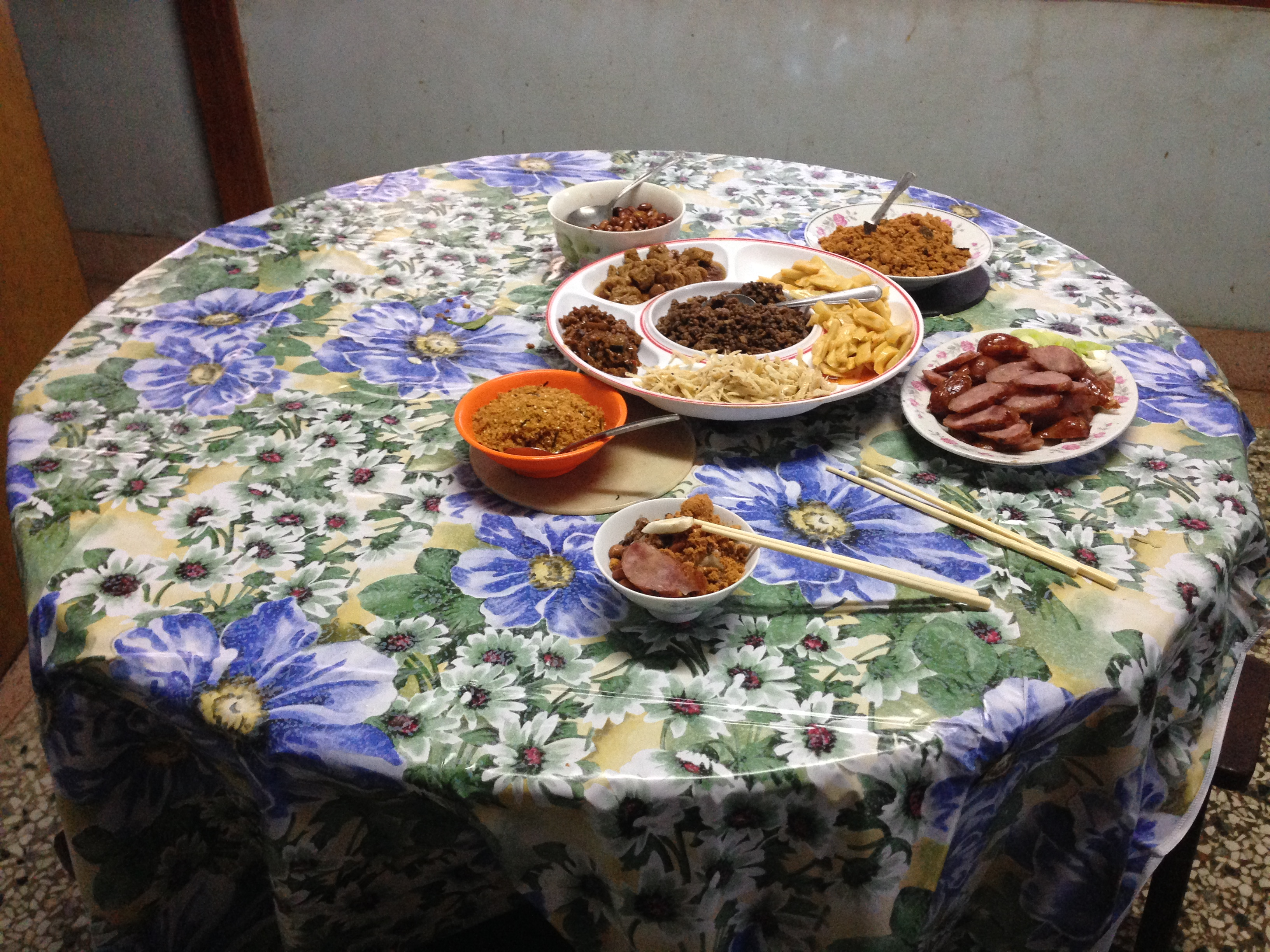
臺灣鄉間的傳統早餐，除稀飯外，還有花生、筍乾、香腸、肉鬆、麵筋、醬瓜等配菜。

臺灣人口超過7成是由閩南移民後裔組成，與閩菜（閩南菜、莆田菜）及廣東潮汕潮州菜淵源深厚，也受到客家菜及廣府菜影響；日治時代台灣菜專指有別於日本料理的酒樓宴席大菜，日人稱為台灣料理，戰後由酒家菜、辦桌菜繼承特色如七仙女轉盤、魷魚螺肉蒜、紅燒水魚（鱉）、蘆筍蟳羹、金錢蝦餅、雪白官燕、金銀燒豬、炒雞片、火腿冬瓜、掛爐燒鴨等；清治時期即流傳於台南府城的「阿舍菜」亦是經典台菜，如鹹蛋四寶湯、白玉鳳眼、布袋雞、白玉圓棗、魯班鴨、文武過橋、豬腳魚翅等。
台灣日治時期長達半世紀，因此有部分風格融入台灣料理中，其餘大多仍以日本料理名義存在。沙西米、味噌湯、炸蝦、天婦羅、關東煮等也經改良、與在地口味融合，成為相當普遍的台灣小吃或菜餚並發展出台灣獨特特色。
1949年後，許多外省人士相繼隨中華民國政府播遷到台灣，各省人士也各自將家鄉的料理特色融入台菜中或在台灣傳播，包含馬祖以及其所屬閩東風格的福州菜系。而美援麵粉到來後，包括各式麵餅饅頭等北方麵食也在台灣傳播開來。此外，粵式飲茶、廣式點心以及燒臘文化亦透過香港在臺灣流行，街頭可見許多燒臘店。之後隨國際化時代的到來，美國、東南亞、韓國及歐洲等世界各國的料理也進入台灣社會，使得台灣飲食文化顯得更加的多元化。

## 早期特色
大致有海鮮豐富、醬菜入菜、節令食補等特色；傾向自然原味，調味不求繁複，「清、淡、鮮、醇」是臺灣菜烹調的重點，不論燉、炒、蒸或水煮，趨於清淡，且喜以額外的蘸料佐味。而臺灣普遍炎熱的天候也使不少帶有「酸甜味」、開胃的菜餚出現在台灣菜中。
清代早期因渡臺禁令，移民來台的漢人限男性；因忙於農耕開墾，當時物質也不如今日充裕，為了方便，時常煮一鍋「可為湯又可為菜」的羹菜，既營養又方便。羹湯類至今在臺灣民間依然受各族群喜愛，如花枝羹、蝦仁羹、香菇肉羹湯、魷魚羹、虱目魚羹、旗魚羹、西魯肉、滷白菜、土魠魚羹……等。

## 早餐
臺灣早餐通常有西式、中式，並具有臺灣特色。西式主要有肉蛋/火腿蛋/肉鬆蛋/鮪魚吐司、各式三明治、漢堡、潛艇堡、法式燒餅、貝果、可頌、軟法、佛卡夏；中式則有豆漿、米漿、鹹豆漿、包子、饅頭、飯糰、燒餅、蛋餅、蘿蔔糕、乾麵、油條、粥等傳統食品為主，亦有蔬菜水果潤餅等融合式的現代健康飲食。現今中西式早餐界線已經並不明顯了，常可見西式早餐店兼賣豆漿或蘿蔔糕等。此外，中式以清粥小菜等也是許多老一輩臺灣人的早餐選擇，細部特色東西部、北中南各有差異，閩客習慣亦不盡相同，如台南可能習慣吃虱目魚肚粥、牛肉湯，彰化則會吃焢肉飯，台中的炒麵豬血湯。台灣的早餐文化中近20年開始流行中西式混合的連鎖型早餐店盛行起來。

## 小吃
小吃的台語為小點（台語白話字：sió-tiám），如台灣夜市、路邊攤、土雞城所見。百元快炒也是台灣飲食文化的一部分，通常以海產為主要食材，有提供啤酒促銷。有別於中國北方熱的鹹的豆腐腦，台灣豆花通常是甜的，在夏天販售的通常是冰的。另外有一種在燒餅油條店賣的鹹豆漿，是熱的鹹湯裡有豆腐花。「熱炒店」是很本土的餐飲形式。

## 咖啡座
從臺灣日治時期就引進。而現今的連鎖咖啡店有丹堤咖啡、怡客咖啡、西雅圖咖啡、日資的羅多倫咖啡、統一星巴克、85度C 、路易莎、多那之等。咖啡店也是藝術家、音樂家、作家沉思、聚會或表演的空間。此外隨著台灣市場的成熟。咖啡店現今多引入西式甜點、麵包搭配咖啡一起販售。

## 外省菜
隨著國共內戰國民政府遷台，不少中國大陸移民帶來許多各省特色菜色，如闽菜（尤其福州菜）、湘菜、淮揚菜、廣東菜、江浙菜、川菜、魯菜、豫菜、東北菜、晉菜、鄂菜等。今已與本地口味混合，不全然像原先當地的口味。但眷村舊址附近或城市大街小巷常有外省菜小餐館或外省菜道地口味的小餐館。

## 飲料店
臺灣戰後時期，獨自開發出新型態的泡沫紅茶飲料店，從早期的小歇、快可立、葵可利，到後來的85度C、CoCo、日出茶太、清心福全……等。
這些飲料連鎖店主要以加盟方式經營。若是在水質不佳的地區開店，通常會在店內使用逆滲透的净水器以淨化水質。
冷飲使用的冰塊，則主要使用店內接上净水器的自來水的製冰機使用。
主要販售各式冷熱之紅茶、綠茶、烏龍茶、普洱茶、冬瓜茶、奶茶、可可、果汁、果茶……等。

## 素食
一些比較有規模的星級飯店也會供應素食齋菜，並供應一些仿葷的素食菜色。城市巷弄間的自助餐店亦常有素食菜色可選擇。

## 主要宴客飯館菜色
- 水產料理：

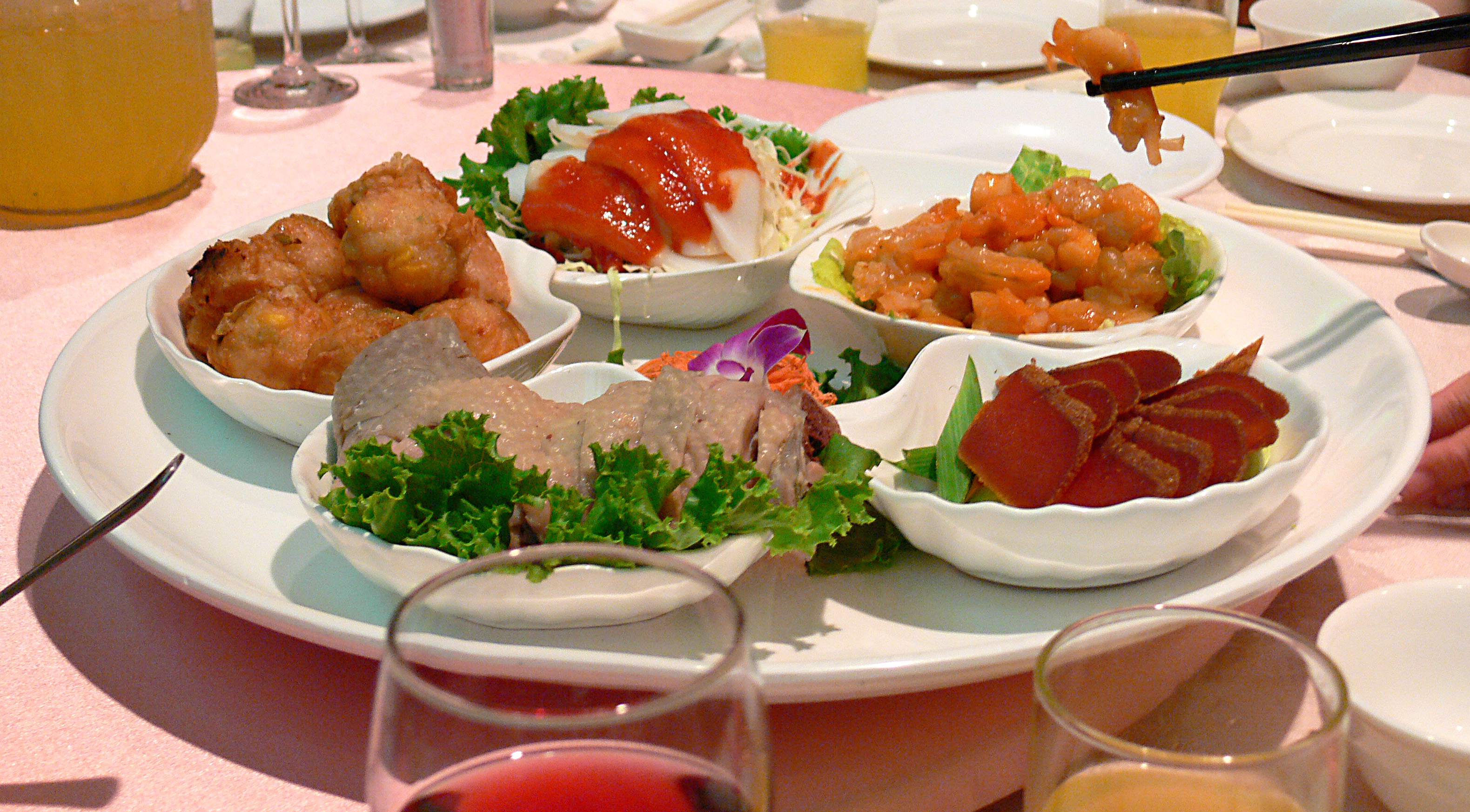
台式宴席中的各式冷盤

  - 蜈蚣蟳、通心鰻、蜂巢鮮蚵、蔭豉鮮蚵、五柳枝魚、紅蟳米糕、櫻花蝦米糕、藥燉土虱、虱目魚湯、乾煎虱目魚(肚)、魷魚螺肉蒜、乾煎白鯧、清蒸石斑、魷魚羹、鯊魚煙、曼波魚皮、三杯魚腸、蛋黃大蝦、甘蔗蝦、烤烏魚子、糖醋魚、鳳梨蝦球、三杯田雞（或烏賊）、紅燒魚、豆瓣魚、豆酥魚、客家小炒

- 雞鴨鵝料理：
  - 布袋雞、燒酒雞、甕仔雞、狗尾雞、三杯雞、薑母鴨、鳳梨苦瓜雞、剝皮辣椒雞、雞仔豬肚鱉、涼拌鴨賞、烏骨雞湯、甘蔗雞、玉米雞、鵝肉切盤、煙燻茶鵝

- 豬牛羊肉料理：
  - 雙緣佛手、滷豬腳、花生豬腳、萬巒豬腳、豬腳麵線、藥燉排骨、大封肉、醃腸熟肉、薑絲大腸、客家小炒、紅糟肉、糖醋排骨、紅燒排骨、西魯肉、五色冷盤、咕咾肉、蔥爆牛肉、豆干牛肉、炒羊肉、五更腸旺

- 蛋類料理：
  - 宮保皮蛋、菜脯蛋、九層塔烘蛋、三色蛋、鹹蛋苦瓜

- 豆腐類料理：
  - 蟹黃豆腐、麻婆豆腐、蔥燒豆腐、海鮮豆腐羹、鐵板豆腐、老皮嫩肉

- 火鍋類：羊肉爐、海鮮鍋、麻辣火鍋、鴛鴦鍋、石頭火鍋、素食鍋、台式佛跳牆等。

## 特色料理
路邊攤或小吃店的菜色
- 嘉義火雞肉飯
- 台灣牛肉麵
- 滷肉飯
- 炕肉飯
- 鴨肉飯
- 蝦仁飯
- 蛋炒飯
- 竹筒飯
- 台式排骨飯
- 新丁粄
- 台式飯糰
- 虱目魚
- 虱目魚肚
- 浮水虱目魚羹
- 虱目魚肚粥
- 鐵蛋
- 臺南牛肉湯
- 魚丸湯
- 四神湯
- 下水湯
- 菜尾湯
- 黑白切
- 蚵仔煎
- 蚵仔酥
- 鹹粥
- 肉羹
- 蝦仁羹
- 花枝羹
- 羊肉羹
- 豆簽羹
- 大麵羹
- 西魯肉
- 肉粽
- 野薑花粽
- 油飯
- 筒仔米糕
- 油蔥粿
- 豆菜麵
- 關廟麵
- 台南擔仔麵
- 蚌麵
- 摵仔麵
  - 鱔魚意麵
  - 鍋燒意麵
- 玉里麵
- 粄條
- 赤牛麵
- 貓鼠麵
- 傻瓜乾麵
- 蚵仔麵線
- 炒米粉
- 米粉湯
- 米苔目
- 米香
- 涼圓
- 肉圓
- 碗粿
- 摩訶粿
- 麵粉粿
- 貢丸
- 豬血糕
- 萬巒豬腳
- 鹹酥雞
- 潤餅
- 月亮蝦餅
- 炭烤三明治
- 臭豆腐
- 深坑豆腐
- 豆乳雞
- 鹽水雞
- 甕仔雞
- 麻油雞
- 薑母鴨
- 藥燉排骨
- 藥燉土虱
- 當歸鴨
- 東山鴨頭
- 滷味
- 臭臭鍋
- 鯊魚煙
- 烤香腸
- 大餅包小餅
- 大腸包小腸
- 刈包
- 台式水煎包
- 咖啡香腸
- 膽肝
- 麻辣鴨血
- 香雞排
- 沙拉船
- 魚酥
- 甜不辣
- 甘梅薯條
- 燒酒螺
- 烤鳥蛋
- 炸𩵚魠魚
- 炸棗
- 大溪豆干
- 馬祖魚丸
- 糯米腸
- 雞捲
- 烤魷魚
- 黑貓包
- 鼎邊趖
- 龍鳳腿
- 蚵嗲
- 炸粿
- 淡水阿給
- 八寶冬粉
- 里港扁食
- 棺材板
- 炒泡麵
- 三杯
- 蛋餅
- 蔥餅
- 蔥油餅
- 蔥抓餅
- 澎湖鹹餅
- 胡椒餅
- 共匪餅
- 螺仔餅
- 油蔥酥
- 菜脯卵
- 糕渣
- 卷煎
- 焢窯
- 麻芛
- 芋饅頭
- 便當
  - 奮起湖便當
  - 臺鐵便當
  - 池上飯包
  - 福隆便當
- 台式月餅
  - 綠豆椪
  - 蛋黃酥
- 太陽餅
- 鳳梨酥
- 狀元糕
- 牛舌餅
- 肚臍餅
- 貓掌燒
- 薑汁番茄
- 豆漿豆花
- 台式湯圓
- 台灣燒仙草
- 愛玉冰
- 芋圓番薯圓
- 包心粉圓
- 青蛙下蛋
- 雞蛋冰
- 花生卷加冰淇淋
- 豐仁冰
- 芒果冰
- 仙人掌冰
- 青草茶
- 甘蔗汁
- 珍珠奶茶
- 木瓜牛乳
- 客家麻糬
- 小米麻糬
- 香蕉貽

## 特色食材
- 澎湖西衛麵線
- 新竹米粉
- 宜蘭鴨賞
- 芋圓
- 黑輪

## 外部連結
- 台灣各地台菜餐廳推薦 （页面存档备份，存于）